# 藤田親昌
藤田 親昌（ふじた ちかまさ、1904年（明治37年）1月17日-1996年（平成8年）11月13日）は、日本の出版人、編集者。元文化評論社社長・中央公論社編集部長。横浜事件に連座する。

## 略歴
1904年（明治37年）1月17日、神奈川県鎌倉に生まれる。法政大学予科を経て、1930年（昭和5年）に法政大学法文学部英文科を卒業する。中央公論社に入社し、出版部長、編集部長を歴任する。1944年（昭和19年）にいわゆる横浜事件により検挙、一年に渡り拘禁され、1945年（昭和20年）に起訴留保処分により釈放される。
戦後、1946年（昭和21年）に文化評論社を設立し、社長に就任する（1961年（昭和36年）に閉鎖）。その後は、多摩文化協会長、神奈川県社会教育委員連絡協議会長、川崎文化財団理事、川崎市社会教育委員など多くの地域活動、ボランティア活動に取り組んだ。
1996年（平成8年）11月13日に死去、92歳。

## 家族
劇作家のふじたあさやは子。

## 共著
- 『言論の敗北 横浜事件の真実』（三一書房、1959）
- 『横浜事件』（日本エディタースクール、1977）

## 編集
- 『世界史的立場と日本』高坂正顕、西谷啓治、高山岩男、鈴木成高（中央公論社、1943）

## 参考
- 『近代日本社会運動史人物大事典』（日外アソシエーツ、1997）
- 『現代物故者事典1994-1996』（日外アソシエーツ、1997）
- 「横浜事件」第4次再審請求が意図するもの - ウェイバックマシン（2011年8月20日アーカイブ分）